# Pret a Manger

Logo Pret a Manger

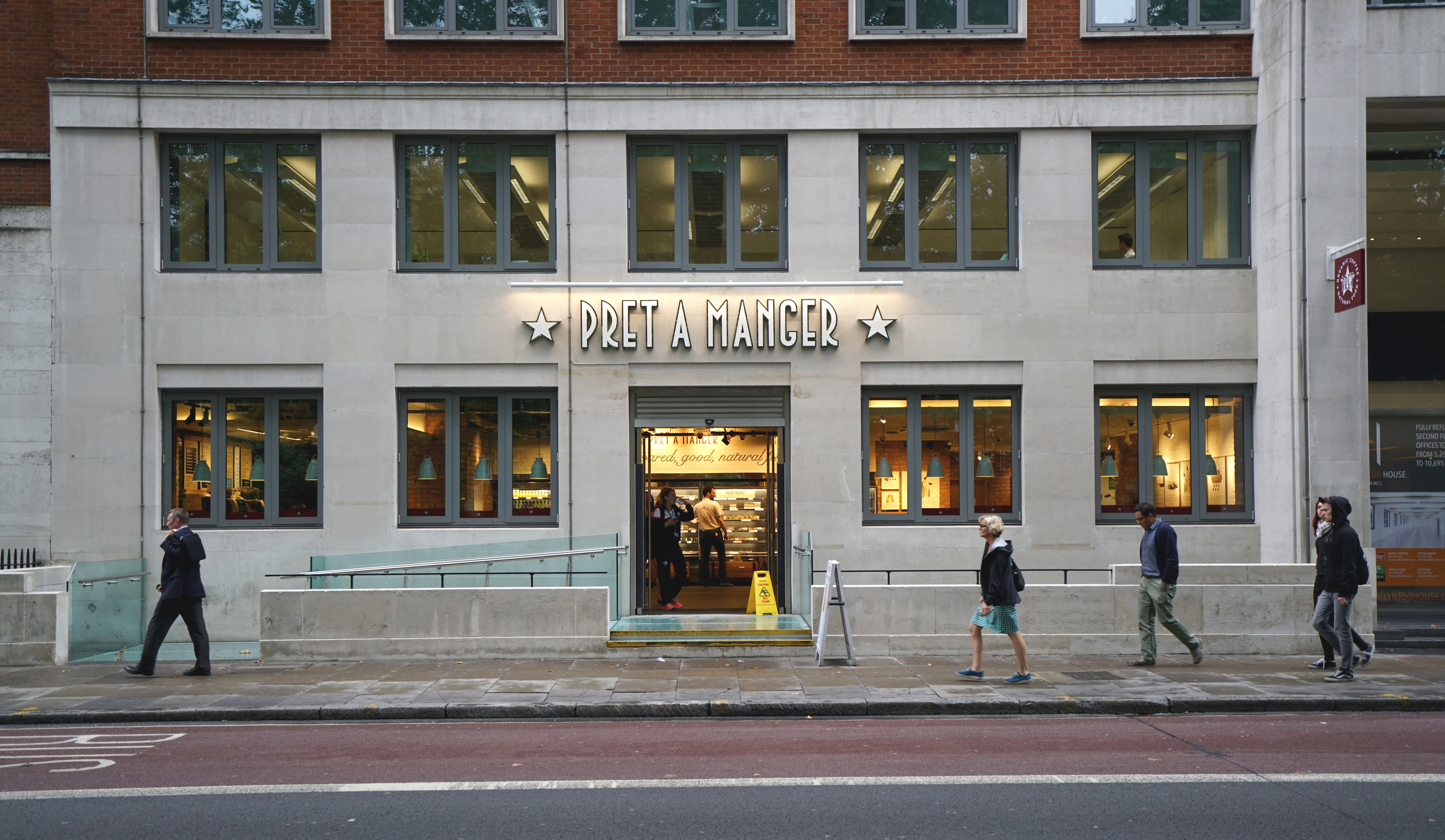
Een filiaal van Pret a Manger op Tavistock Square, Bloomsbury in de Londense wijk Camden.

Pret a Manger (“Pret” in het kort) is een Britse broodjesketen waarvan de restaurants zich in de fast-casual-sector bevinden. Pret is sinds 2018 onderdeel van JAB Holding.

## Geschiedenis
Het bedrijf werd in 1984 in Londen opgericht door Sinclair Beecham en Julian Metcalfe. Ze kochten de naam en de eerste locatie uit de failliete boedel van een restaurant dat eigendom was van de Londenaar Jeffrey Hyman, die in financiële moeilijkheden was geraakt met het gelijknamige restaurant dat hij in 1983 of 1984 oprichtte.  De naam Prêt à Manger  komt uit het Frans en betekent “klaar om te eten”. Het werd bedacht door de zus van Hyman, die het baseerde op de term prêt-à-porter.
In 2001 verwierf McDonald's Corporation uit Chicago 33% van de aandelen in het bedrijf. Pret breidde zich vervolgens uit naar New York (35 restaurants) en Hongkong (14 restaurants). In november 2006 waren er 155 filialen in Groot-Brittannië, waarvan 118 in Londen. In februari 2008 nam de private-equityfirma Bridgepoint 50% over en de zakenbank Goldman Sachs 25%. Een kwart van de aandelen bleef in handen van de oprichters van het bedrijf, Sinclair Beecham en Julian Metcalfe. In 2018 telde het bedrijf 450 vestigingen wereldwijd.
Op 29 mei 2018 maakte JAB Holding bekend dat alle Pret-a-Manger-aandelen van de vorige eigenaren door de holding waren overgenomen.
In oktober 2018 werd de eerste Duitse vestiging geopend in het centraal station van Berlijn. De augustus 2019 werd de eerste vestiging in België geopend. In 2019 nam Pret de Britse fastfoodketen EAT over met zijn 95 vestigingen. 

## Concept
Het assortiment bestaat uit belegde broodjes, belegde baguettes, wraps, sushi, soepen en salades. Daarnaast zijn er ook zoetigheden zoals muffins, cakes, croissants etc. verkrijgbaar. Het aanbod omvat ook fruit zoals bananen en appels, een selectie vruchtensappen en frisdranken, evenals koffiespecialiteiten en thee.
De keten adverteert dat alle ingrediënten van de broodjes additiefvrij en vers zijn, afgezien van bakproducten die transvetten bevatten met een minimum aan bewaarmiddelen. Alle broodjes worden op de dag van de verkoop vers gemaakt in een keuken in of nabij elke individuele winkel. Alle verse producten die aan het eind van de dag niet zijn verkocht, worden door de voedselbanken opgehaald en uitgedeeld aan daklozen en mensen in nood. De broodjes zijn verpakt in karton in plaats van in plastic, om te benadrukken dat ze vers zijn en niet bewaard kunnen worden.
Reclameborden in de winkels, op verpakkingen en op de website herinneren met genummerde logo's voortdurend aan de bedrijfsfilosofie. De verpakking en website vermelden de recepten voor sommige van hun producten.

## Medewerkers
In 1998 had het bedrijf in Groot-Brittannië 1.400 mensen in dienst. In 2017 was het aantal medewerkers (toen ook internationaal) gegroeid tot circa 11.800. 